# Midvale (Ohio)
Midvale és una població dels Estats Units a l'estat d'Ohio. Segons el cens del 2000 tenia 547 habitants.

## Demografia
Segons el cens del 2000, Midvale tenia 547 habitants, 213 habitatges, i 156 famílies. La densitat de població era de 346,2 habitants per km².
Dels 213 habitatges en un 31% hi vivien nens de menys de 18 anys, en un 57,7% hi vivien parelles casades, en un 10,8% dones solteres, i en un 26,3% no eren unitats familiars. En el 22,5% dels habitatges hi vivien persones soles el 9,9% de les quals corresponia a persones de 65 anys o més que vivien soles. El nombre mitjà de persones vivint en cada habitatge era de 2,57 i el nombre mitjà de persones que vivien en cada família era de 3,01.
Per edats la població es repartia de la següent manera: un 24,9% tenia menys de 18 anys, un 9,3% entre 18 i 24, un 28,9% entre 25 i 44, un 25% de 45 a 60 i un 11,9% 65 anys o més.
L'edat mediana era de 37 anys. Per cada 100 dones de 18 o més anys hi havia 93,9 homes.
La renda mediana per habitatge era de 26.944 $ i la renda mediana per família de 33.750 $. Els homes tenien una renda mediana de 27.813 $ mentre que les dones 15.417 $. La renda per capita de la població era de 14.975 $. Aproximadament el 14,1% de les famílies i el 12,2% de la població estaven per davall del llindar de pobresa.

## Poblacions més properes
El següent diagrama mostra les poblacions més properes.